# Pseudis
Pseudis (Wagler, 1830) è un genere di rane della famiglia delle Hylidae, distribuite in tutto il Sudamerica, ad est delle Ande.

## Distribuzione e habitat
La maggior parte delle specie è diffusa in Brasile e le specie P. fusca, P. tocantins, P. cardosoi e P. bolbodactyla sono endemiche di questo paese.

## Descrizione
Si tratta di specie prevalentemente acquatiche, comuni negli stagni e nelle paludi. Sono particolarmente adattate alla vita lacustre e hanno occhi sporgenti, arti posteriori robusti e dita palmate. Nonostante ciò, esse sono classificate tra le Hylidae, solitamente di abitudini arboricole.
Queste rane sono note soprattutto per le insolite dimensioni dei girini, che possono raggiungere i 26 cm di lunghezza. Sono vicine ad un secondo genere, Lysapsus o rane arlecchino, che comunque si differenziano per le minori dimensioni dei girini (che crescono di grandezza) e degli individui adulti (attorno ai 2 cm).

## Tassonomia
Comprende le seguenti 7 specie:
- Pseudis bolbodactyla Lutz, 1925
- Pseudis cardosoi Kwet, 2000
- Pseudis fusca Garman, 1883
- Pseudis minuta Günther, 1858
- Pseudis paradoxa (Linnaeus, 1758)
- Pseudis platensis Gallardo, 1961
- Pseudis tocantins Caramaschi and Cruz, 1998

Prima della revisione tassonomica del 2010, il genere comprendeva anche le specie ora inserite nel genere Lysapsus che era considerato un sinonimo di Pseudis.